# Regione del Nordovest (Camerun)
La Regione del Nordovest (Northwest Region in inglese e Région du Nord-Ouest in francese) è una delle 10 Regioni del Camerun. Si trova nella parte occidentale del paese, e ha per capoluogo la città di Bamenda.

## Geografia fisica
Confina a nord con la Nigeria, a est con la Regione di Adamaoua, a sud con la Regione dell'Ovest e a ovest con la Regione del Sudovest.

## Storia
Il 12 novembre 2008 la provincia è stata sostituita dalla regione con la stessa denominazione.

## Geografia antropica

### Suddivisioni amministrative
La regione è divisa in 7 dipartimenti.	
| Dipartimento  | Capoluogo |  |
| Boyo          | Fundong   |  |
| Bui           | Kumbo     |  |
| Donga-Mantung | Nkambé    |  |
| Menchum       | Wum       |  |
| Mezam         | Bamenda   |  |
| Momo          | Mbengwi   |  |
| Ngo-Ketunjia  | Ndop      |  |